# Pulo Bandring (plaats)
Pulo Bandring is een bestuurslaag in het regentschap Asahan van de provincie Noord-Sumatra, Indonesië. Pulo Bandring telt 2850 inwoners (volkstelling 2010).